# Facultad de Ciencias (Universidad de Málaga)
La Facultad de Ciencias es un centro de la Universidad de Málaga que imparte varias titulaciones de la rama de las ciencias exactas y experimentales. Tiene sede en la Ciudad Universitaria o Campus de Teatinos en la ciudad de Málaga, España y consta de 3 edificios (facultad, biblioteca y salón de grados). Su decano es Antonio Flores Moya.

## Historia
Este centro se fundó bajo el nombre de Sección de Ciencias del Colegio Universitario en Málaga (organismo dependiente de la Universidad de Granada) el 16 de octubre de 1970, con anterioridad a la fundación de la Universidad de Málaga en 1972. La primera sede de este Colegio Universitario fue el actual Archivo Municipal (23 de la Alameda Principal) tras el traslado de la Facultad de Económicas a El Ejido, pero dado el poco espacio disponible, se construyen de forma provisional unos módulos en terrenos del Hogar Provincial que la Diputación tiene en la Misericordia (Centro Cívico (Málaga)), a fin de albergar únicamente la sección de ciencias, y que sería inaugurado en 1972 por los entonces Príncipes de España. 
En 1985 la facultad cambia de emplazamiendo y se ubica en el nuevo edificio construido para alojarla, siendo uno de los primeros en construirse en lo que hoy viene a llamarse Ciudad Universitaria y donde se están reuniendo la mayor parte de los centros de la UMA. El edificio se organiza en tres módulos dirigidos, inicialmente, a alojar cada una de las 3 carreras que entonces ofrecía la facultad (Químicas, Biológicas y Matemáticas). Dos de los módulos (los de los extremos) alojan los laboratorios de alumnos. La Facultad de Ciencias se amplió en 1999, dotándola con un Salón de Grados y con un edificio dedicado a Biblioteca, Hemeroteca, tres laboratorios de uso común y dos aulas de informática.
Para aumentar el número de estudiantes, a menudo, la universidad hace uso del Aulario Severo Ochoa, situado junto a la Facultad de Turismo. 
La Facultad se encuentra junto al Jardín Botánico de la Universidad de Málaga, del que a menudo hacen uso los estudiantes de la Licenciatura en Biología.

## Edificio Principal
El edificio principal inaugurado en 1985, consta de tres módulos de 15.708 m² de superficie útil que se dedican aproximadamente en un 50% a la docencia teórica y práctica de las Licenciaturas de Biología, Ciencias Ambientales, Matemáticas, Química y la titulación de Ingeniero Químico. El espacio reservado a los Laboratorios de Investigación es de 2.224 m². La superficie dedicada a los Servicios Generales de las 20 áreas de conocimiento representadas en esta Facultad supone el 30% del total, y los Servicios Comunes de la Facultad ocupan el 7%.
El ala izquierda del edificio, con 5 plantas aloja la Licenciatura de Química, Bioquímica e Ingeniería química y acoge los departamentos de estas dos carreras y sus respectivos laboratorios. En su planta baja se encuentra el Aula Severo Ochoa, dedicada a dicho científico cuando éste realizó una visita a la facultad. El ala derecha, por su parte, se dedica a la Licenciatura en Biología y acoge los laboratorios de biología y una pequeña aula informática en sus cuatro plantas. Por último, el módulo central acoge las Licenciaturas de Matemáticas y Ciencias Ambientales, sus departamentos y los servicios de reprografía y secretaría, el despacho del decano y la sala de Juntas.

## Biblioteca y Salón de Grados
Tras el aumento del número de matriculados en la facultad, en 1999 se amplía la misma dotándola con un Salón de Grados y con un edificio que acoge la biblioteca, la hemeroteca, tres laboratorios de uso común y dos aulas de informática. 
La Biblioteca de la Facultad de Ciencias es la segunda más grande del Campus de Teatinos, tras la Biblioteca General, y posee un gran archivo y una importante hemeroteca.

## Departamentos
El personal docente y de investigación de la Facultad de Ciencias está estructurado en 14 departamentos:
- Departamento de Álgebra, Geometría y Topología.
- Departamento de Análisis Matemático, Estadística e Investigación Operativa y Matemática Aplicada.
- Departamento de Biología Animal.
- Departamento de Biología Celular, Genética y Fisiología.
- Departamento de Biología Vegetal.
- Departamento de Biología Molecular y Bioquímica.
- Departamento de Ecología y Geología.
- Departamento de Física Aplicada I.
- Departamento de Ingeniería Química.
- Departamento de Microbiología.
- Departamento de Química Analítica.
- Departamento de Química Orgánica.
- Departamento de Química Física.
- Departamento de Química Inorgánica, Cristalografía y Mineralogía.

## Titulaciones
Con la implantación del Espacio Europeo de Educación Superior, la Facultad de Ciencias imparte docencia de varias titulaciones de grado así como varios cursos de posgrado, Doctorados) y otros cursos universitarios. Mientras tanto, las antiguas 5 titulaciones de licenciatura siguen siendo impartidas en planes a extinguir.
| Nombre de la titulación actual | Nombre anterior                      |
| ------------------------------ | ------------------------------------ |
| Grado en Química               | Licenciatura en Química              |
| Grado en Biología              | Licenciatura en Biología             |
| Grado en Ingeniería Química    | Ingeniería Química                   |
| Grado en Matemáticas           | Licenciatura en Matemáticas          |
| Grado en Ciencias Ambientales  | Licenciatura en Ciencias Ambientales |
| Grado en Bioquímica            | -                                    |

| Nombre del máster                                                        |
| ------------------------------------------------------------------------ |
| Máster en Análisis y Gestión Ambiental                                   |
| Máster en Biotecnología Avanzada                                         |
| Máster en Química Avanzada. Preparación y Caracterización de Materiales. |
| Máster en Matemáticas.                                                   |
| Máster en Recursos Hídricos y Medio Ambiente.                            |
| Máster en Biología Celular y Molecular.                                  |
| Máster en Láseres y Aplicaciones en Química. Quimiláser.                 |